# Een chick als (Jade)
Een chick als (Jade) is een lied van de Nederlandse zanger Floris Keijzer. Het werd in 2023 als single uitgebracht.

## Achtergrond
Een chick als (Jade) is geschreven door Floris de Keijzer en Sven Zwetsloot en geproduceerd door Zwetsloot. Het is een nummer dat past in het genre nederpop. In het lied zingt de artiest over een meisje dat hij vergelijkt met youtuber Jade Anna van Vliet, waar hij vooral de blonde haren en de goede bil benoemt. Bij het nummer ontstond een trend op TikTok, waarbij vrouwen met het lied op de achtergrond hun "goede akka" (goede billen) toonden. Mede hiervoor verkreeg het nummer enige populariteit in Nederland.

## Hitnoteringen
De zanger had succes met het lied in Nederland. Het piekte op de 33e plaats van de Single Top 100 en stond acht weken in deze hitlijst. De Top 40 werd niet bereikt; het lied bleef steken op de twaalfde plaats van de Tipparade.